# Ponce de Leon (Brentano)

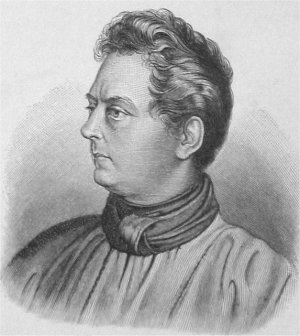
Clemens Brentano(1778–1842)

Ponce de Leon ist ein Lustspiel von Clemens Brentano, das 1803 im Druck bei Heinrich Dieterich in Göttingen erschien. Goethe hatte gegen Ende 1800 in den Propyläen einen Preis von dreißig Dukaten für das beste Intrigenstück gestiftet. Daraufhin schrieb Brentano das Stück im Sommer 1801 und sandte es am 10. September 1801 unter dem Titel Laßt es euch gefallen ein. Von den dreizehn Einsendungen wurde keine prämiiert.

## Stoff
Brentano nahm den Stoff wahrscheinlich aus „Don Gabriel Ponce de Leon“. Die Erzählung ist in den französischen Feenmärchen „Les Contes des Fées“ der Madame Marie-Catherine d’Aulnoy enthalten.

## Personen
Don Miguel Sarmiento de Torbadillo, Oberst bei der Armee in den Niederlanden
Don Felix, sein Sohn in Sevilla
Isidora und Melanie, seine Töchter auf seinem Gut, drei Stunden von Sevilla
Don Gabriel Ponce de Leon, junger Edelmann in Sevilla, Felix’ Freund
Fernand de Aquilar, junger Edelmann in Sevilla, Felix’ Freund
Valerio de Campaceo, armer Bürger in Sevilla
Valeria, seine Tochter
Porporino, sein Findelsohn
Isabella, adelige Witwe in Saragossa
Lucilla, ihre Tochter in Sevilla bei ihrer Tante, Felix’ Geliebte

## Inhalt
1
Sarmiento hat seinen Dienst in den Niederlanden quittiert und erscheint bei seinem guten alten Freund Valerio in Sevilla. Der Oberst will nach langjähriger Abwesenheit in Spanien mit den Seinen lustig sein. Er sehnt sich nach seinen Kindern und erkundigt sich bei Valerio nach Porporino. Vor vielen Jahren hatte Sarmiento das Findelkind Porporino bei seinem Freunde in Pflege gegeben. Als Felix, Ponce und Aquilar hinzukommen, stellt sich Sarmiento unter falschem Namen vor. Er habe auf der Reise Porporino getroffen. Von diesem wisse er, dass Ponce dessen Geliebte liebe. Die Rede ist von Valerios Tochter Valeria. Der Vater beklagt, dass Ponce die Tochter immer quäle. Felix, durch die Rede dieses Ankömmlings aus Flandern hellhörig geworden, fragt nach seinem Vater. Felix kann den falschen Capitän nicht als seinen Vater wiedererkennen, weil er von ihm in seinem dritten Lebensjahr verlassen wurde. Sarmiento lügt den Sohn an. Der Oberst sei sein Freund. Sarmiento flunkert munter weiter: Er lässt durch einen Diener die Hiobsbotschaft überbringen, Doña Lucilla sei auf dem Wege zu ihrem Bräutigam. Felix ist außer sich. Seine Geliebte will heiraten! Sarmiento weiß einen Ausweg. Felix solle Lucilla entführen.
2
Porporino liebt Valeria. Die Liebe wird zunächst nicht erwidert. Denn Valeria liebt Ponce. Dieser aber wiederum ist in Isidora, eine der Töchter Sarmientos, verliebt. Ponce kennt Isidora nicht persönlich, sondern nur durch seinen Freund Felix. Er ist in ihr Bildnis verliebt. Das alles weiß auch Sarmiento. So bittet der Oberst den alten Freund Valerio, sich gemeinsam mit Porporino zu Isidora auf das Gut zu begeben, um dort Ponce zu empfangen. Sarmiento lügt Ponce vor, er kehre zusammen mit Porporino alsbald zur Armee zurück.
Valerio setzt seine Tochter Valeria ins Bild. Er müsse Abschied nehmen und gehe als Hausmeister auf das Gut seines Freundes. Ponce verlasse Sevilla auch. Das sei gut so, denn Ponce habe Valeria in Sevilla ins Gerede gebracht. Valeria, die Ponce immer noch liebt, erfährt von Porporino, dass Ponce zusammen mit Aquilar zu Isidora auf das Gut geht, weil er das Mädchen liebe. Zudem erfährt Valeria von Porporino, dieser gehe auf Sarmientos Geheiß auf das Gut.
3
Im Landhause Sarmientos kommt Lucillas Mutter Isabella an und wird von Isidora als die Schwester ihres Vaters Don Sarmiento begrüßt. Valerio und Porporino wähnen Valeria in Sevilla. Diese aber reist als Mohrin Flammetta maskiert an und bietet Melanie, einer der Töchter des Hausherrn, ihre Dienste an. Flammetta kommt auch mit Isidora rasch ins Gespräch und berichtet ihr über eine gewisse Valeria in Sevilla und ihren wankelmütigen Liebhaber Ponce. Porporino tritt als Arzt auf. Ponce und Aquilar schleichen sich als arme flandrische Pilger in das Anwesen ein.
4
Flammetta küsst den falschen Arzt. Der wehrt ab. Seine Liebe wohne in Sevilla. Die beiden falschen Pilger unterhalten sich. Ponce berichtet Aquilar von einer unerhörten Begebenheit. Isidora habe ihn versehentlich für ihren Geliebten gehalten, umarmt und geküsst. Auch Melanie und Isidora tauschen sich über die zwei sonderbaren Pilger aus. Isidora erwähnt die wunderbare Idee ihres Pilgers – er habe in ihren Armen gelegen. Auch Melanie wird aus Aquilars Verhalten nicht klug. Aquilar gab Melanie ein Geldgeschenk zurück, von dem sie überhaupt nichts weiß. Bei alledem sei in dem Betragen der Pilger, dieser „schönen“ Männer, etwas Edles. Erst wird Isidora von Flametta in ihrer Zurückhaltung gegen Ponce bestärkt. Denn Flametta will wissen, Ponce liebe jenes Bürgermädchen Valeria immer noch. Aber dann hasst sie jene Valeria, die ihren „armen Pilger so unglücklich“ gemacht habe.
5
Felix sucht Rat bei Isabella, weil seine Freunde sich als Pilger eingeschlichen und die Schwestern kompromittiert haben. Zudem möchte er die drohende Verheiratung Lucillas verhindern. Gegen letztere Bedrohung helfe nach Isabellas Dafürhalten nur umgehende Vermählung. Es geht drunter und drüber. Isidora weiß gar nicht, in welcher Zwickmühle sie sitzt. Einerseits hasst sie nun Ponce, weil er das arme Bürgermädchen Valeria mit Liebe täuschte und andererseits liebt sie den Pilger. Felix beobachtet das Verhalten seiner beiden Schwestern scharf. Liebe, die sich selbst nicht traut, ist im Spiel. Glück hat Felix bei allem Durcheinander. Lucilla will gern sein Weib sein. Doch da tritt Porporino – als Ritter verkleidet – auf, um Doña Lucilla, seine Braut, zu holen. Ponce wagt alles. Er zieht den Degen. Doch dann ficht er nicht, weil sich Porporino demaskiert. Ponce begibt sich zusammen mit dem falschen Ritter Porporino auf die Suche nach Valeria. Denn sie ist „nirgends, in ganz Sevilla nicht.“ Die Mohrin tut den Herren den Gefallen – sie demaskiert sich und „ist wieder weiß“. Valerio ist entzückt. Isidora und Melanie werden von der Verwandlung zu jenem Bürgermädchen angenehm überrascht. Sodann erkennen die beiden Schwestern auch noch erfreut, die Pilger sind Ponce und Aquilar. Die entführte Lucilla erscheint, als Prediger verkleidet, mit Felix, demaskiert sich und umarmt den Bräutigam. Sarmiento gibt sich zur Freude seiner Kinder Felix, Isidora und Melanie zu erkennen. Der Oberst lüftet Geheimnisse: Porporino ist sein Sohn und Porporinos Mutter Isabella sei nun das Weib des Obersten. Lucilla und Isabella hätten immer alles gewusst und haben mitgespielt. Sarmiento vertraut Aquilar und Ponce seine beiden Töchter Isidora und Melanie an. Valeria gibt Ponce frei und wird Porporino lieben.

## Form
Brentano baut auf die Kraft seines Wortwitzes. Zum Beispiel lässt er Aquilar sagen
- „Denkst du in der Liebe an die Mitgift, so gibst du der Liebe Gift.“[15]

Oder Valeria fragt:
- „Flandrische Musikanten sind die Pilger? Haben sie schon Musik gemacht?" Porporino antwortet: "Noch nicht bis jetzt, denn dem einen ist eine Seite [Saite] zerrissen, und der andre ist verstimmt.“[16]

Durch den andauernden Wechsel der meist kurzen Auftritte kommt Unruhe auf. Der Autor schaltet sich in der Bühnenanweisung zwischen dem Rollentext munter ein: „Ich muß bemerken, daß…“

## Lyrik
Alle Schmerzen fassen,
Alle Freuden meiden,
Alle Hoffnung lassen,
Soll ein liebend Herz voll Leiden.
Als Brentano auf seine oben genannte Einsendung von Goethe keine Antwort bekam und den Inhalt des unten genannten Briefes von Schiller an Körner erfuhr, ersuchte er in einem Brief von 8. September 1802 um Rücksendung des Manuskripts. In seinem Begleitschreiben vom 16. Oktober 1802 lobte Goethe die „angenehmen Lieder“.
Ich wollt' ein Sträuslein binden,
Da kam die dunkle Nacht,
Kein Blümlein war zu finden,
Sonst hätt' ich dir's gebracht.
Mein Schatz ist ausgeblieben,
Ich bin so ganz allein.
Im Lieben wohnt Betrüben,
Und kann nicht anders seyn.

## Selbstzeugnisse
- „… der Ponce, der nichts weiter will, als das Lustige in dem Mutwillen schöner Menschen zu schildern.“[23]
- In seinem Brief vom Juli 1801 zitiert Brentano Stephan August Winkelmann:[24] Die Intrige sei sehr schlecht. Brentano werde das Manuskript Goethe wohl nicht schicken.
- Beim Einschicken dann im September 1801 schwärmt Brentano in seinem Begleitschreiben an Goethe, er könne sich die Mademoiselle Jagemann auf der Bühne gut als Valeria vorstellen.[25]
- Nachdem Brentano das Manuskript von Goethe zurückerhalten hat, bittet er am 15. Dezember 1802 seinen Schwager von Savigny um eine „kleine Rezension“: „Sie sollen mein Göthe sein.“[26]
- Die gedruckte Fassung widmet Brentano seinem Gönner, dem Herzog von Aremberg.[27] Brentano gesteht Winkelmann in einem Brief vom Februar 1803,[28] dass der Herzog Französisch viel besser als Deutsch verstünde.
- Brentano schreibt am 20. November 1804 an Sophie Mereau,[29] er arbeite zusammen mit Arnim an einer verkürzten Fassung, um das Stück dennoch auf die Bühne zu bringen. Reichardt wolle Lieder aus dem Lustspiel vertonen.
- Es ist eine Notiz erhalten; wahrscheinlich vom Juli 1813. Brentano schreibt darin, er habe in Wien „mit einer ungemeinen Anstrengung“ an der „Aufführbarkeit“ des Stücks gearbeitet.[30]
- Am 5. April 1814 schreibt Brentano aus Wien an Arnim, „am Rande aller“ seiner „Bemühungen für das Theater“ habe er allerlei „Komödianten und adliches Lumpengesindel kennen gelernt.“[31]
- Brentano notiert nach der Uraufführung seiner „Valeria“: Als er während dieser Aufführung in den Kulissen stand, habe ein an der Bühne Beschäftigter von hinten her ausgerufen: „Wenn nur erst das verfluchte Stück herunter wäre.“[32]
- Im Brief vom 15. Januar 1837 an Johann Friedrich Böhmer[33] nennt Brentano unter anderem das Stück als Kandidat, wenn es gälte, seine Lieder zusammenzustellen.
- Im Brief vom 13. November 1839 an Böhmer[34] verhält sich Brentano zur Herausgabe seiner Werke zurückhaltend, denn der „Ponce“ liege neben anderen seiner Titel noch in den Buchläden.

## Rezeption
- Schiller schreibt im Oktober 1801 über die oben genannten dreizehn Stücke an Körner: „Nicht eines davon ist zu brauchen; die meisten sind ganz unter der Kritik.“[8]
- Heine hebt 1836 in seiner Romantischen Schule den „Maskenball von Worten und Gedanken“ hervor.[35]
- Eichendorff schreibt 1847 über das „wundervolle Lustspiel…, wo ein wahrhaft dämonischer Witz mit der Wirklichkeit wie eine Fontäne mit goldenen Kugeln spielt.“[36]
- Ponce leide wie Brentano und sei „voll unklarer Süchte“.[37]
- Schulz schreibt treffend von Übermut und von Phantasie, die in dem Stück dominierten[38] und spricht auch Problematisches an: Lucilla und ihr Halbbruder Felix werden ein Paar.[39] Brentanos sprachlicher Übermut, gemeint ist der oben im Kapitel Form angesprochene Wortwitz, kam weder beim Zuschauer noch beim Leser an. Das bemüht Witzige sei in seiner Wiederholung eine der Ursachen für den Misserfolg des Stücks.[40]
- Riley[41] nennt weiter führende Arbeiten: G. Roethe (Brentanos Ponce de Leon, eine Säcularstudie, Berlin 1901), G. Kluge (Dissertation, Köln 1963), H. Arntzen (Die ernste Komödie. Das deutsche Lustspiel von Lessing bis Kleist, München 1968), S. Sudhof (München 1968), D. Borchmeyer (Zürich 1969), W. Hinck (München 1977) und R. Maurer-Adam (1980).

## Uraufführung
Das Stück ist nie aufgeführt worden. Eine von Brentano für das Wiener Burgtheater unter dem Titel „Valeria oder Vaterlist“ überarbeitete Fassung wurde am 18. Februar 1814 dort einmal aufgeführt und fiel durch.
Das Deutsche Bühnen Jahrbuch 1930 (S. 71) verzeichnet eine Uraufführung für die Spielzeit 1928/29 am 29. Mai 1929 im Stadttheater Lübeck, in einer Bearbeitung von Gust. Grund.

## Erstausgabe
Clemens Brentano: Ponce de Leon. Ein Lustspiel. 280 Seiten. Dieterich, Göttingen 1804.

### Zitierte Textausgabe
- Hartwig Schultz (Hrsg.): Ponce de Leon. Ein Lustspiel. In: Jürgen Behrens, Wolfgang Frühwald, Detlev Lüders (Hrsg.): Clemens Brentano. Sämtliche Werke und Briefe. Band 12. Dramen I. W. Kohlhammer, Stuttgart 1982, ISBN 3-17-007043-6, S. 345–636.